# Friedrich Brodführer
Friedrich August Max Paul Brodführer  (* 18. August 1878 in Meiningen; † 26. Dezember 1937) war ein deutscher Reichsgerichtsrat.

## Leben
Nach dem Abitur am Gymnasium in Meiningen 1897 studierte er Rechtswissenschaften in Heidelberg, Berlin und Jena und wurde 1907 promoviert. 1900 wurde er auf den Landesherrn von Sachsen-Meiningen vereidigt. 1909 wurde er Amtsanwalt. Die Ernennung zum Amtsrichter folgte 1912, im Jahr darauf die Beförderung zum Landrichter. In Jena war er ab 1914 als Oberlandesgerichtsrat tätig. 1926 kam er als Rat an das Reichsgericht. Er war unter anderem im V. und III. Zivilsenat des Reichsgerichts sowie als stellvertretender Vorsitzender des Reichsarbeitsgerichts tätig. Er starb am 26. Dezember 1937.

## Schriften
- Die Pflichten des Schiffseigentümers aus dem in einem öffentlichen Flusse erfolgten Untergang seines Schiffes, Diss. Jena 1907, Jena 1907.
- Deutsche Vereinigung für staatswissenschaftliche Fortbildung in Berlin,  DRiZ 1933, 146f.
- Die nat.-soz. Gedanken in der Rechtsprechung des RAG, Deutsches Arbeitsrecht 11 (1935), 281ff